# پرواز کناری
پرواز کناری یا بر-گذر (به انگلیسی: Flyby) پروازی فضایی است که در آن فضاپیما در نزدیکی جسمی دیگر پرواز می‌کند که آن معمولاً هدف مأموریت کاوش فضایی‌اش یا یک منبع کمک گرانشی است که بوسیلهٔ آن به سوی هدف بعدی سوق داده می‌شود. فضاپیمایی که به‌طور خاص برای چنین مأموریتی طراحی شده باشد، به عنوان فضاپیمای پرواز از نزدیک شناخته می‌شود؛ هرچند که این اصلاح برای پرواز از نزدیک سیارک‌ها در نزدیکی زمین نیز استفاده می‌شود. پارامترهای مهم در این رابطه، زمان و مسافت نزدیکترین فاصله است.